# 是誰忍心刀了我
《是誰忍心刀了我》由歌手田亞霍與小賴合唱的以狼人殺為主題的歌曲。
歌詞主要描寫小賴在娛樂百分百的《凹嗚狼人殺》中經常被首刀的心情，是一首為小賴量身定做的專屬歌曲。
另外，《是誰忍心刀了我》MV已於2019年10月25日正式在Youtube首播，而歌曲將於2019年10月30日於各個數位平臺上架。

## MV
MV邀請多位狼人殺玩家參與拍攝，故事是一群來自不同地方的人在村莊內進行一場真實狼人殺遊戲，各玩家按照自己的角色作不同的打扮。

### 角色
- 田亞霍：狼人
- 小賴：平民
- 陳零九：平民
- 婁峻碩：獵人
- 凱希：騎士
- 紀卜心：預言家
- 荳荳：女巫
- 邱鋒澤：？（最後逃脫的好人／狼王／上帝）[4][5]

## 迴響
截至2021年4月1日，已有約71.3萬觀看次數。

## 資料來源
1. ↑  . 三立新聞網. （原始内容存档于2019-10-27）.
2. ↑  . 三立新聞網.   [2019-10-22]. （原始内容存档于2019-10-27） （中文）.
3. ↑  官方頻道小賴. . 2019-10-26 （中文）.
4. ↑  . 2019-10-29 （中文）.